# Mateus van Herkhuizen
Mateus van Herkhuizen, nascido Petrus Canisius van Herkhuizen (Nimega, 5 de julho de 1915 — Espírito Santo do Pinhal, 15 de abril de 1973), foi um sacerdote católico neerlandês radicado no Brasil. Era um religioso agostiniano assuncionista. Está em processo de beatificação, tendo recebido o título de servo de Deus.

## Biografia
Filho do casal Cornelius Hendrikus e Ardina Schraven, Petrus Canisius van Herkhuizen nasceu na pequena localidade de Nimega, diocese de Bois-le-Duc, situada no sul dos Países Baixos. Foi crismado aos nove anos de idade no dia 26 de junho de 1924 e fez seus estudos primários normais sob a orientação dos seus pais. Aos doze anos entrou para o Seminário em Boxtel, onde prosseguiu os estudos secundários, nos anos de 1937 a 1933. Terminados os estudos secundários, ele foi admitido no Noviciado dos Assuncionistas em Taintegnies, na Bélgica, tomando o hábito religioso no dia 1º de outubro de 1933. O jovem de apenas dezenove anos professou os votos de castidade, pobreza e obediência no dia 2 de outubro de 1934.
O então Irmão Mateus prosseguiu sua formação religiosa frequentando o curso de filosofia em Saint-Gérand (1934-1937). Considerado persistente nos estudos, sempre se mostrou muito mais atraído para as coisas de ordem prática. Era uma pessoa simples, de espírito sério e sobrenatural, de caráter franco, menos especulativo do que prático, dedicado.
Tendo professado os Votos Perpétuos no dia 2 de outubro de 1937, prosseguiu os estudos de teologia em Lovaina (1938) e depois Bergeyk (1939-1942). Após receber as ordens menores (acolitato, subdiaconato e diaconato) foi ordenado sacerdote no dia 31 de maio de 1942. E seguiu alguns cursos para missionários, o que o entusiasmou a partir em missão para o Brasil, chegando em Espirito Santo do Pinhal em 1946.
A primeira etapa da história do Padre Mateus em terras brasileiras (1946-1953) transcorreu, na verdade, em duas cidades diferentes: Fernandópolis, onde trabalhou auxiliando o seu irmão Padre Canisius na Paróquia Santa Rita de Cássia; São José do Rio Preto onde colaborou com a “Obra das Vocações” atuando como professor no seminário menor diocesano. Esta experiência foi interrompida quando os seus superiores da Província da Bélgica o nomearam para a missão do Zaire (ex-Congo), onde ele trabalhou alegre e incansavelmente durante oito anos (1953-1961), na companhia do seu consanguíneo, o Irmão Estêvão Van Herkhuizen, este que após 25 anos missionário no Congo, também veio para Pinhal e aí se tornou conhecido como o “Irmão Barbudo”.
Na verdade, diga-se de passagem, foram três os religiosos assuncionistas missionários da família Van Herkhuizen, a saber, o Padre Mateus, o Irmão Estêvão e o Padre Canísio, que também foi vigário e, em seguida, o primeiro pároco da Paróquia Senhor Bom Jesus, Bairro Caxambu, após sua incardinação na diocese de Jundiaí-SP (1968-1972). Atualmente, o Irmão Barbudo e o Padre Canísio estão sepultados no Cemitério Privado do Seminário Assuncionista em Espírito Santo do Pinhal-SP, onde até 2019 estava sepultado também o Padre Mateus, três irmãos, um ao lado do outro.
Embora os três irmãos tenham exercido parte da sua missão na cidade de Pinhal, sobressaiu a figura do Padre Mateus que, após os anos de missão na África, retornou à cidade para colaborar na formação dos seminaristas e no ministério paroquial junto à Igreja Matriz do Divino Espírito Santo e comunidades eclesiais das imediações.
Do Padre Mateus, restam muitas memórias e sua fama de santidade. Alguns dos que o conheceram se encontram vivos e dão testemunho dele. Seja no Congo ou no Brasil, ele é evocado como um religioso zeloso, fraterno, bondoso e respeitoso dos mais pobres e humildes. Em Espírito Santo do Pinhal-SP, especialmente, a frequência dos fiéis e devotos ao seu túmulo, desde o seu falecimento, com flores e placas de agradecimento, exprime as numerosas graças alcançadas por sua intercessão. Igualmente, todo dia 15 do mês se celebra uma missa em sua memória na Capela do antigo Seminário Nossa Senhora da Assunção.

## Morte
Padre Mateus celebrou sua última missa na Capela do Hospital Francisco Rosas em Espírito Santo do Pinhal e se recolheu nos seus aposentos na Casa Paroquial. Passou mal e o Dr. José de Filippi foi chamado, acudindo-o e receitando remédios. Após a saída do médico, Padre Mateus voltou a passar mal e faleceu, vítima de um infarto fulminante, na madrugada do dia 15 de abril de 1973, um Domingo de Ramos. Naquela ocasião, segundo as leis municipais, o  sepultamento deveria ocorrer na mesma tarde, mas Dom Tomás Vaquero, então bispo de São João da Boa Vista, interveio junto às autoridades e o Padre Mateus foi enterrado no dia seguinte. Dado o seu prestígio e reputação entre os cidadãos e fiéis pinhalenses, o Sr. Prefeito Municipal decretou três dias de luto oficial.
Dom Tomás presidiu as exéquias e toda a população seguiu o caixão, em procissão, até o cemitério dos assuncionistas, distante 3 km do centro da cidade onde se encontrava a Igreja Matriz do Divino Espírito Santo e Nossa Senhora das Dores. Foi o maior velório e cortejo fúnebre da história da cidade.

## Processo de Beatificação
O processo oficial de beatificação do Padre Mateus van Herkhuizen teve início em novembro de 2018, com a nomeação do postulador da causa. Em fevereiro de 2019, aconteceu a promulgação do “Nihil Obstat”, no Vaticano, outorgando ao padre Mateus o título de Servo de Deus. Por fim, em 07 de dezembro de 2019 foi instalado o tribunal para inquérito diocesano sobre a vida, as virtudes e a fama de santidade do Servo de Deus. No mesmo dia, aconteceu o traslado solene dos restos mortais do Servo de Deus para a Igreja Matriz de São João Batista.
O postulador da causa de beatificação do Padre Mateus van Herkhuizen é o Dr. Paolo Vilotta, responsável pelos processos do Beato Donizetti Tavares de Lima  e de Santa Dulce dos Pobres.

## Homenagens
A Avenida Padre Mateus, em Espírito Santo do Pinhal, leva esse nome sua homenagem.